# اوبون (دوو)
اوبون (به فرانسوی: Aubonne) یک کمون در فرانسه است که در دو (فرانسه) واقع شده‌است. اوبون ۱۵٫۱۷ کیلومتر مربع مساحت دارد.